# بايرون بيريز
بايرون بيريز (بالإسبانية: Byron Pérez)‏ هو لاعب كرة قدم غواتيمالي، ولد في 18 مارس 1959. لعب مع نادي كوميونيكيشنس.

## وصلات خارجية
- بايرون بيريز على موقع الاتحاد الدولي (مؤرشف)  (الإنجليزية)
- بايرون بيريز على موقع ناشيونال فوتبول تيمز (الإنجليزية)
- بايرون بيريز على موقع أوليمبيديا (الإنجليزية)